# نفحات الازهار فی خلاصة عبقات الانوار
نفحات الازهار فی خلاصة عبقات الانوار کتابی از السید علی الحسینی المیلانی است که در سال ۱۳۷۲ منتشر و در مراسم کتاب سال جمهوری اسلامی ایران به‌عنوان کتاب برگزیده معرفی شد.